# Lam Dong (provincie)
Lam Dong (vietnamsky Lâm Đồng) je provincie v jižní části Vietnamu. Žije zde přes 1 milion obyvatel, hlavní město je Da Lat. Ekonomika se zaměřuje na pěstování rýže, čaje a zeleniny.

## Geografie
Sousedí s provinciemi Khanh Hoa, Ninh Thuan, Dong Nai, Binh Thuan, Dak Lak a Dak Nong. Provincie leží na jihu země. Většina povrchu je nížinná.